# Піскуни (Островський район)
Піскуни (рос. Пискуны) — присілок в Островському районі Псковської області Російської Федерації.
Населення становить 4 особи. Входить до складу муніципального утворення Островська волость.

## Історія
Від 2015 року входить до складу муніципального утворення Островська волость.

## Населення
| 2001 | 2002 | 2010 | 2013 |
| ---- | ---- | ---- | ---- |
| 1    | ↗10  | ↘7   | ↘4   |